# Scala (Salerno)
Scala es una localidad de 1.498 habitantes en la provincia de Salerno, y forma parte de la Costa Amalfitana que ha sido declarada Patrimonio de la Humanidad por la Unesco.

## Historia
Una elevación de unos 400 metros sobre el mar es el rocoso lugar sobre el que se edificó, con evidentes fines estratégicos, la pequeña ciudad de Scala.
Según crónicas antiguas puede que se fundara en el siglo IV por unos náufragos romanos que se dirigían hacia Constantinopla. La noticia sin embargo, no tiene ningún fundamento histórico.
Sin embargo sí que es cierta la función que las mesetas contrapuestas de Scala y Ravello tuvieron durante la Edad Media: de hecho, esos fueron los principales baluartes fortificados del territorio amalfitano. Un documento antiguo de Carlos de Anjou habla de la existencia de dos castillos en el territorio de Scala: el primero, del que quedan restos en un pico a unos 1000 metros de altura, llamado castrum Scalae Maioris, y el otro, cuyos restos aún son hoy visibles en el barrio de Pontone, llamado castrum Scalellae.
Sin embargo, cuando la autonomía del ducado amalfitano declinó, la imponente fortificación de Scala no pudo evitar una serie de desastres: el saqueo e incendio por parte del normando Roberto il Guiscardo en 1103; la feroz destrucción infligida por los Pisanos unos sesenta años después; la irrupción de los ejércitos de Otón de Brunswick en 1210.
Sin embargo Scala no sólo se distinguió en episodios bélicos sino que tomando parte activa en la vida de la República Marítima y pasó a ser protagonista también en el comercio y en la artesanía. Los escaleses habían establecido desde el siglo XI en Nápoles una verdadera y auténtica colonia comercial con una iglesia ubicada cerca de la Porta Nolana.

## Estructura y monumentos
La estructura del pueblo, típicamente medieval, está compuesta por núcleos separados; en sentido norte/sur: Santa Caterina, Campoleone, Campidoglio, Scala, Minuta y Pontone. Cerca de Santa Caterina se puede observar la puerta urbana y las capillas de San Pablo y Santa María de la Porta además de la homónima iglesia de Santa Caterina realizada con materiales de desecho y con planta típica con tres naves; en Campoleone se encuentra la iglesia de San Pietro; cerca de Campidoglio está la iglesia de San Juan Bautista del Agua con el característico campanario de estilo moresco; en el núcleo de Scala sehalla la catedral, que a pesar de haber sido reformada en época barroca, ha conservado la cripta medieval, el sepulcro de Marinella Rufolo, una preciosa mitra episcopal del siglo XIII y un crucifijo de madera del mismo periodo; en Minuta la iglesia románica de la Anunciada con restos paleocristianos; cerca de Pontone están las iglesias de San Felipe Neri, San Juan Bautista y Santa María del Carmen. También hay varios edificios civiles que presentan datos interesantes para el conocimiento de la arquitectura medieval en la Costa Amalfitana como la casa de la noble familia Sasso (de la que el mayor exponente de la familia fur Fray Gerardo Tum, fundador de la orden de los Hospitalarios) o la de los Mansi-D'Amelio, Bonito y Campanile.

## Lugares interesantes
En el centro de Scala la catedral y el palacio episcopal, con sus azulejos, mientras en los barrios de Minuta la iglesia de Santa María Anunciada fundada en el siglo IX y en Pontone, la iglesia de San Juan y los restos de la Basílica de San Eustaquio.

## Evolución demográfica
| Gráfica de evolución demográfica de Scala entre 1861 y 2001 |
|                                                             |
| Fuente ISTAT - elaboración gráfica de Wikipedia             |

## Curiosidad
- Lugar de fundación de la Congregación del Santísimo Redentor.